# (452389) 2002 NW16
(452389) 2002 NW16 est un astéroïde Amor ayant un diamètre de 750 mètres.

## Orbite
(452389) 2002 NW16 a une orbite presque circulaire, similaire à celle de la Terre quoique légèrement extérieure par rapport au Soleil. Il fait partie de la petite fraction d'astéroïdes Amor qui ne sont pas aréocroiseurs.

## Propriétés physiques
(452389) 2002 NW16 a une période de rotation de 46,7 heures. Sa courbe de lumière, complexe et ayant une amplitude de 0,65 magnitude, indique que l'astéroïde a une forme loin d'être sphérique, très allongée, probablement avec des concavités et des variations d'albédo.

## Approches de la Terre

### Périgée de 2016
(452389) 2002 NW16 s'est approché à environ 30 millions de kilomètres (0,2 unité astronomique) de la Terre le 1er août 2016.